# Vellefrey-et-Vellefrange
Vellefrey-et-Vellefrange település Franciaországban, Haute-Saône megyében. Lakosainak száma 112 fő (2022. január 1.). Vellefrey-et-Vellefrange La Chapelle-Saint-Quillain, Angirey, Bucey-lès-Gy, Citey, Gy és Vantoux-et-Longevelle községekkel határos.

## Népesség
A település népessége az elmúlt években az alábbi módon változott:
| Lakosok száma | 118  | 119  | 120  | 121  | 122  | 121  | 118  | 115  | 112  |
|               | 2013 | 2015 | 2016 | 2017 | 2018 | 2019 | 2020 | 2021 | 2022 |